# Treno regionale
Per treno regionale o locale si intendono i servizi ferroviari che effettuano fermata in tutte o nella maggior parte delle stazioni presenti su una data relazione. Questo treno si chiama così perché il termine "Regionale" deriva da "Regione", infatti questo treno serve per mettere in comunicazione una regione da una città all'altra oppure per comunicare varie zone di una città (Ad esempio: Roma Termini-Fiumicino Aeroporto).

## Treni regionali in diverse nazioni
Questa lista descrive le caratteristiche principali dei servizi ferroviari riconducibili alla definizione generale di "treno regionale" o "locale" in alcuni paesi del mondo.
| Paese           | Compagnia ferroviaria        | Nome                                                                                            | Commenti |
| --------------- | ---------------------------- | ----------------------------------------------------------------------------------------------- | --- |
| Algeria         | SNTF                         | Inter-villes / Réseau de lignes de banlieue                                                     | L'Inter-villes è il treno regionale in Algeria, e il Réseau de lignes de banlieue (Servizio ferroviario suburbano) è il treno suburbano delle grandi città algerine come Algeri, Orano, Costantina e Annaba |
| Australia       | Queensland Rail              | Traveltrain                                                                                     | Gestisce treni a lunga percorrenza nel Queensland da Brisbane. (Tranne The Inlander) |
| Australia       | NSW TrainLink                |                                                                                                 | Gestisce treni regionali e intercity nel Nuovo Galles del Sud da Sydney o da Newcastle, effettua anche operazioni interstatali verso Melbourne e Brisbane. |
| Australia       | Transwa                      |                                                                                                 | Gestisce le ferrovie regionali nell'Australia occidentale per Kalgoorlie e Bunbury da Perth. |
| Australia       | V/Line                       |                                                                                                 | Gestisce servizi regionali e interurbani a Victoria fuori Melbourne, è ben noto per la gestione della V/Line VLocity DMU. |
| Austria         | ÖBB                          | Regionalzug                                                                                     | "Treno regionale". Ferma in tutte le stazioni. Fornisce solo servizio di seconda classe. |
| Belgio          | SNCB                         | (NL) Lokale trein (FR) Train local                                                              | "Treno locale" |
| Cina            | China Railway                | 市郊旅客列车                                                                                    | Treno passeggeri suburbano |
| Repubblica Ceca | České dráhy                  | Osobní vlak, Spěšný vlak                                                                        | "Treno passeggeri", "Treno espresso" |
| Danimarca       | DSB, Arriva                  | Regionaltog                                                                                     | "Treno regionale". Questa categoria è utilizzata per i treni che normalmente fanno scalo ad ogni fermata. |
| Finlandia       | VR-Yhtymä Oy                 | (FI) Taajamajuna (SV) Regionaltåg                                                               | "Treno della conurbazione". Gli annunci delle stazioni utilizzano "treno regionale". |
| Francia         | SNCF / RATP                  | TER, RER, Transilien                                                                            | Transport express régional (TER) nella maggior parte delle regioni francesi, Transilien e RER per l'Île-de-France. |
| Germania        | Deutsche Bahn; Netinera      | Regionalbahn (RB) Regionalexpress (RE)                                                          | Regionalbahn ("ferrovia regionale"). Ferma in tutte le stazioni. In passato i treni regionali in Germania sono stati indicati anche con le denominazioni Nahverkehrszug e Personenzug. |
| Germania        | Deutsche Bahn                | S-Bahn (S)                                                                                      | "Treno suburbano" o "Treno urbano". Ferma in tutte le stazioni. La S-Bahn operava solo nelle città. Nel paese si chiama "Regionalbahn" (vedi sopra). |
| India           | Indian Railways              | Treno passeggeri                                                                                | "Treno passeggeri" o semplicemente come "Passeggero". Ferma in tutte le stazioni. |
| Indonesia       | KAI                          | Kereta Ekonomi Lokal                                                                            | "Treno dell'Economia Locale". Ferma in tutte le stazioni lungo il loro percorso verso una grande città all'interno di un'area operativa. Eccezionalmente, quando si opera in sovrapposizione con il treno per pendolari di Jakarta (KAI Commuter), il treno si ferma solo in determinate stazioni. |
| Italia          | Trenitalia                   | Treno regionale                                                                                 | Ferma in (quasi) tutte le stazioni. In passato i treni regionali in Italia erano detti anche treni locali o accelerati |
| Italia          | Ferrovie del Sud Est         | Treno regionale                                                                                 | Ferma in (quasi) tutte le stazioni. Questi treni sono gestiti da Ferrovie del Sud Est, l'azienda ferroviaria regionale per la Puglia. |
| Italia          | Trenord                      | Treno regionale                                                                                 | Ferma in (quasi) tutte le stazioni. Questi treni sono gestiti da Trenord, l'azienda ferroviaria regionale per la Lombardia. |
| Giappone        | JR Group                     | 中距離列車?, Chūkyori ressha 近郊形電車?, Kinkōgatadensha アーバンネットワーク?, Āban'nettowāku | "Treno a media percorrenza" "Treno suburbano" "Rete urbana". Queste categorie sono utilizzate per i treni che fanno meno fermate rispetto ai treni pendolari nelle aree urbane e fermano in tutte le stazioni in periferia o oltre. |
| Lussemburgo     | CFL                          | Regionalbunn, RegionalExpress                                                                   | Regionalbunn ("Treno regionale") viene utilizzato per i treni che fanno scalo a quasi tutte le fermate, a differenza di RegionalExpress. |
| Norvegia        | Vygruppen                    | Regiontog                                                                                       | "Treno regionale". Questo termine è usato da Vygruppen per i treni a media e lunga percorrenza: quelli che non si fermano in tutte le stazioni. La Norvegia non ha treni ad alta velocità tranne che per brevi distanze. I treni a lunga percorrenza hanno fermate frequenti, poiché vengono utilizzati anche per i viaggi regionali e non cercano di competere con i viaggi aerei poiché le ferrovie sono tortuose e lente.                                       |
| Paesi Bassi     | Nederlandse Spoorwegen       | Stoptrein/Sprinter                                                                              | "Treno a fermate". Ferma in (quasi) tutte le stazioni. |
| Polonia         | Polskie Koleje Państwowe     | Pociąg osobowy                                                                                  | "Treno passeggeri" |
| Portogallo      | Comboios de Portugal         | Comboio Regional                                                                                | Si ferma nelle stazioni dove una persona ha acquistato un biglietto per la fermata. Collega varie città e villaggi alle grandi città lungo la costa. |
| Romania         | CFR                          | Regio                                                                                           | Abbreviato "Regionale" (precedentemente, Personal) |
| Serbia          | Železnice Srbije             | Putnički voz                                                                                    | "Treno passeggeri". Treni a breve, media e lunga percorrenza, che si fermano in tutte le stazioni. Questi treni sono generalmente i treni più lenti in Serbia, ma sono più comunemente usati a causa del loro prezzo basso rispetto a Brzi voz ("Treno veloce", che si ferma solo nelle stazioni principali) e Inter Siti Srbija ("InterCity Serbia", simile a Brzi voz, tranne per il fatto che la maggior parte sono treni internazionali). Ora si chiama Regio. |
| Spagna          | Renfe Operadora              | Media Distancia                                                                                 | "Media distanza" (precedentemente, Regionales). |
| Svezia          | SJ AB                        | Regionaltåg                                                                                     | "Treno regionale" |
| Svizzera        | SBB-CFF-FFS e altre          | (DE) Regionalzug (FR) train régional (IT) treno regionale, abbreviato in "regio" dal 2004       | La denominazione ha sostituito le precedenti Personenzug (in tedesco, "treno passeggeri") e train omnibus (in francese). Ferma in tutte le stazioni. |
| Regno Unito     | British Railways (1982–1997) | Regional Railways                                                                               | Servizi ferroviari fuori Londra e nel sud-est che non sono treni InterCity. |